# Horace Kearney
Horace Kearney, född 1890 i Kansas City, död 15 december 1912, var en amerikansk flygpionjär.
Kearney genomgick flygutbildning 1909 och var med om ett antal haverier; under utbildningen bröt han 14 olika ben i kroppen. Efter utbildningen ingick han i Curtiss Exhibition Co som genomförde flyguppvisningar runt om i USA. Han tjänade stora summor under sina uppvisningsflygningar enbart för hans deltagande i Union County Fair i Uniontown under augusti 1912 fick han 600 dollar för ett framträdande. Som uppvisningsflygare medverkade han vid de stora flygutställningarna i Los Angeles och Oakland och under 1911 genomförde han en turné i Mellanvästern där han flög var dag under 105 dagar utan minsta skada på flygplan eller sig själv.
15 december 1912 anlitades han av tidningsmanen Chester Lawrence till en taxiflygning. De båda startade från Newport Beach i ett sjöflygplan tillverkat av Charles Day för att flyga till San Francisco. Flygplanet sågs sista gången över Point Fermin i Los Angeles och när det inte kom fram vid beräknad tid sände sjöbevakningen ut räddningsfartyg från Redondo Beach, Santa Monica och San Pedro för att försöka lokalisera flygplanet. Två dagar senare hittades Kearney kvarlevor utanför Rocky Point medan flygplansvraket hittades vid Fishermans cove utanför Redondo Beach.